# Elevação (dança)
Na dança, a elevação é a capacidade de um bailarino de erguer-se no ar para executar saltos e a capacidade de permanecer no ar em meio desses movimentos.